# Haakon Shetelig
Haakon Shetelig (25. června 1877 Oslo – 22. července 1955) byl norský archeolog a historik. Byl synem Haralda Fredrika a Magnhildy Scheteligové, otcem Kara Sheteliga Hovlanda (též historik). Od roku 1901 pracoval jako restaurátor v bergenském muzeu a od roku 1915 do 1942 jako profesor.
Jeho kariéra začala výzkumem hrobky v Grønhaugu u obce Karmøy. V roce 1904 byl vyzván, aby pomohl svému švédskému kolegovi, archeologovi Gabrielu Gustafsonovi, vykopat oseberskou loď (dobře zachovalá vikinská loď nalezená ve velké mohyle v Osebergu v kraji Vestfold). Po Gustafsonově smrti v roce 1915 spolupracoval s Antonem Wilhelmem Brøggerem publikovat objev lodi. V roce 1920 vedl vykopávky kvalsundské lodi.
V roce 1910 založil s Harry Fettem časopis Umění a kultura.
Sheteligův axióm se týká myšlenky, že Vikinská doba začala se skandinávským útokem na Lindisfarne v roce 793.